# 九零后
九零后或90后，中華人民共和國術語，用於表示1990年－1999年出生的人。在除广东，福建，浙江等東南沿海省份和少數民族地區外，90后大多是獨生子女。
90后常被认为比其父辈受教育程度更高，更加适应城市化，信息技术，资本主义和市场经济。更讲规则，但抗压能力更差。
目前90後的年齡在25歲到35歲之間。

## 流行文化
- 非主流或杀马特
- 哈韩
- 二次元
- 应试教育
- 衡水体